# Carmenta subaerea
Carmenta subaerea is een vlinder uit de familie wespvlinders (Sesiidae), onderfamilie Sesiinae.
Carmenta subaerea is voor het eerst wetenschappelijk beschreven door Edwards in 1883. De soort komt voor in het Nearctisch gebied.